# SBB-CFF-FFS

Xarxa ferroviària deSBB-CFF-FFS

SBB-CFF-FFS (alemany: SBB, Schweizerische Bundesbahnen; francès: CFF, Chemins de fer fédéraux suisses; italià: FFS, Ferrovie federali svizzere i Romanx VFS  Viafiers federalas svizras). És la principal companyia ferroviària de Suïssa, i una de les més importants del continent europeu. És una empresa pública, la totalitat de l'accionariat és de l'Estat Suís.Té la seu central a Berna.

## Informació general
Des de l'1 de gener de 1999, la SBB va ser separada de l'administració federal i es va conformar amb la figura legal d'una empresa OR, les accions pertanyen en la seva totalitat a la Confederació Helvètica.
La institució és administrada com una empresa normal. El govern de Suïssa li fixa objectius a complir cada quatre anys. Al mateix temps, es fixen la compensació i el finançament que la Confederació donarà a l'empresa perquè compleixi els seus objectius i les inversions en infraestructura i rendiment. Els resultats financers en les branques de trànsit de persones i transport combinat han de tenir com a objectiu aconseguir una determinada utilitat. Per transport a llargues distàncies i transport de càrrega, l'objectiu és almenys cobrir els costos d'explotació.
La xarxa ferroviària dels SBB-CFF-FFS està completament electrificada. La línia de Brunig Brünigbahn (d'ample de via mètric (1.000 mm) va ser fins al 2005 l'única línia dels SBB-CFF-FFS que no tenia l'ample de via UIC de 1.435 mm. El 2005 es va vendre al ferrocarril Luzern-Stans-Engelberg-Bahn per crear l'empresa Zentralbahn.

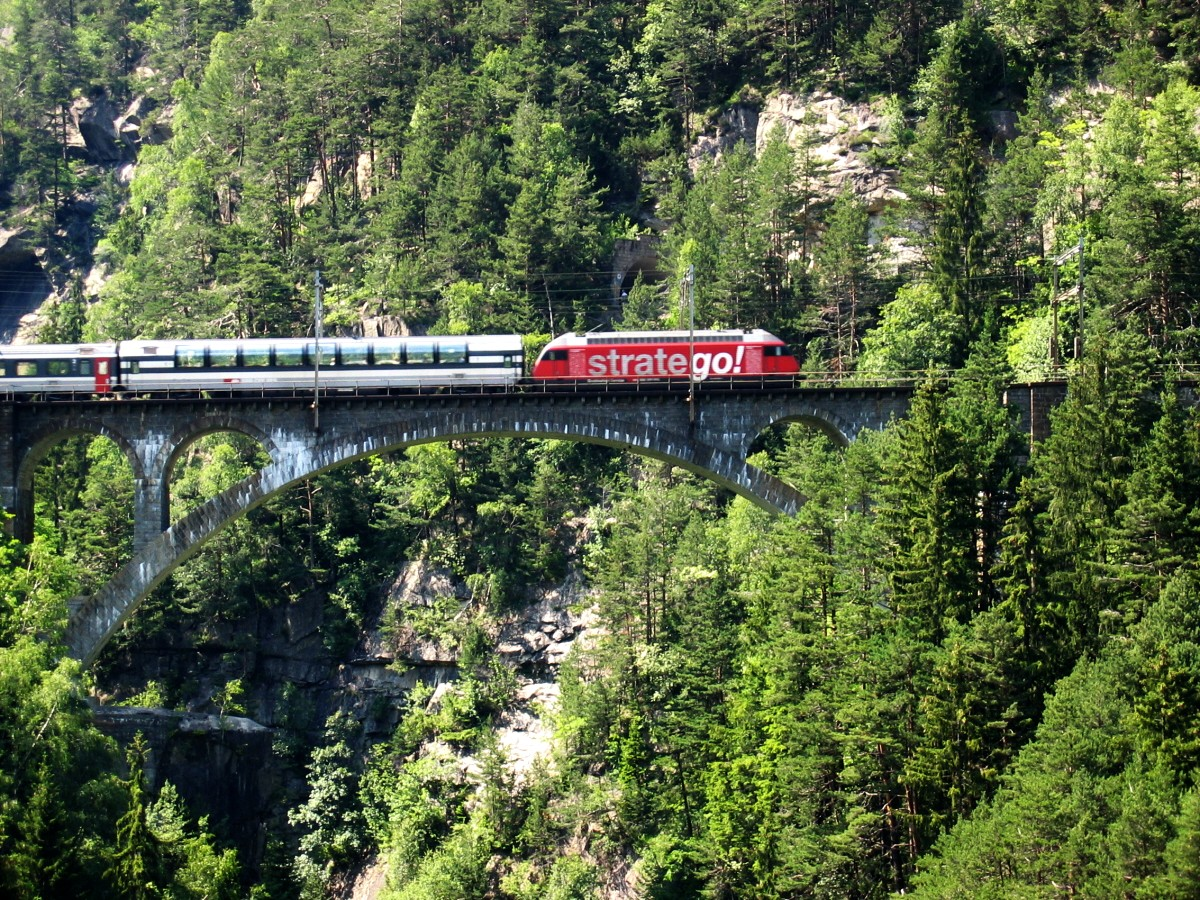
InterCity a la línia Gotthard

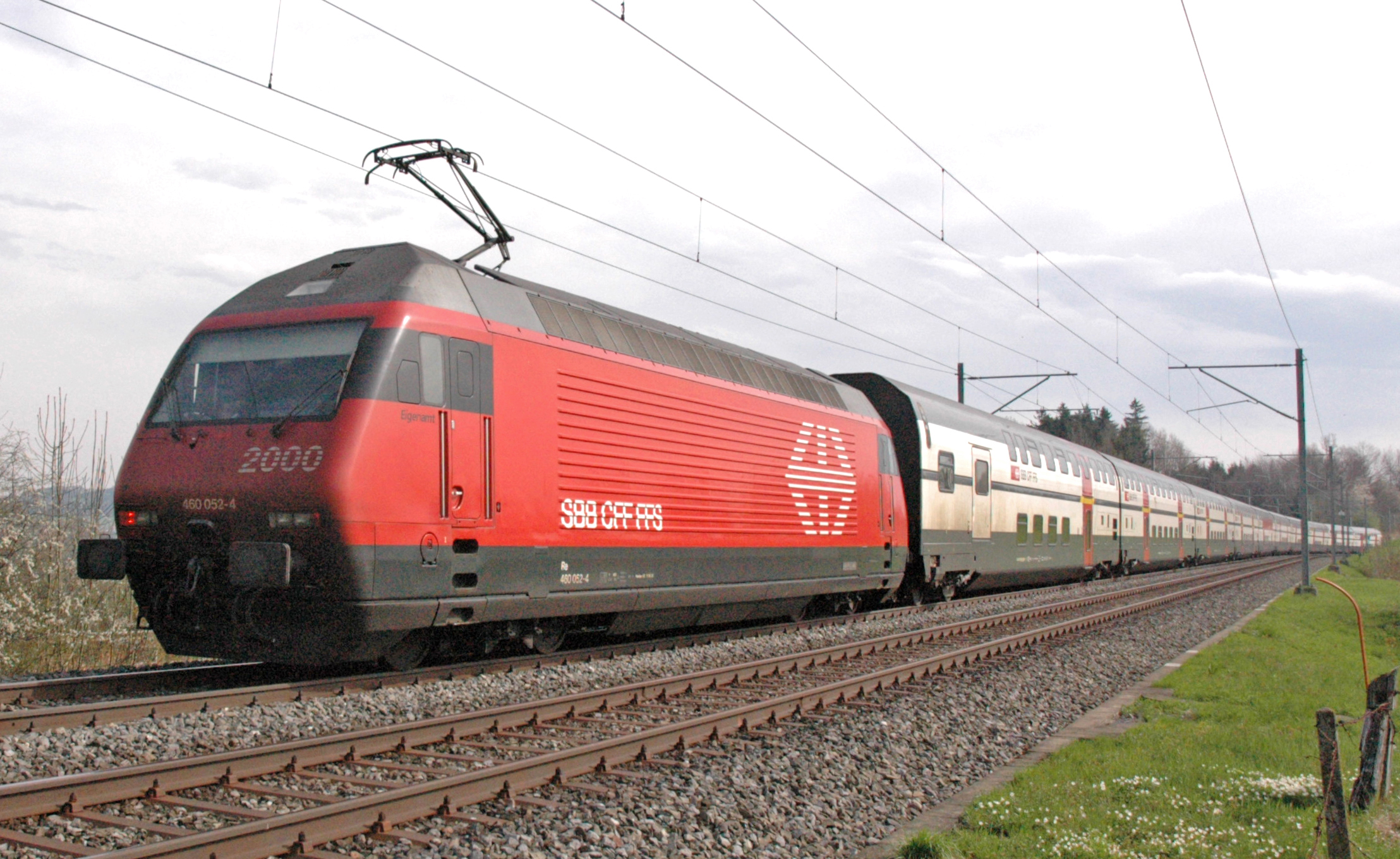
Re 460 amb una composició de Intercity2000

## Organització
La SBB-CFF-FFS està dividida en tres grups i dos sectors dedicats:
- Passatgers: Gestiona trens tipus Eurocity, InterCity, InterCityNeigezug, InterRegio, RegioExpress, RegionalBahn, S-Bahn
- Mercaderies.
- Infraestructura.
- Immobiliària.
- Central (Finances, Personal).

## Filials
SBB-CFF-FFS forma part o posseeix les següents filials:
- AlpTransit Gotthard (constructora del Túnel de base Sant Gotard).
- Thurber
- SBB Cargo Deutschland
- SBB Cargo Itàlia
- SBB GmbH (Alemanya), opera el transport ferroviari de persones a Wiesental (a la Selva negra) i el tren seeh, prop de Constança (Alemanya).
- Cisalpino-AG (50% Trenitalia, 50% SBB-CFF-FFS)
- Tilo (50% Trenitalia, 50% SBB-CFF-FFS)
- TGV Lyria (74% SNCF, 26% SBB-CFF-FFS)

Per a la preservació i conservació del seu llegat històric, l'any 2002 la SBB va fundar la "Fundació del Llegat Històric de la SBB" (Stiftung Historisches Erbe der SBB). Aquesta fundació té actius històrics de la SBB. A Berna gestiona una biblioteca especialitzada de temes relacionats amb la història de l'empresa, la qual inclou una gran biblioteca històrica, un arxiu documental i fotogràfic.

## En xifres

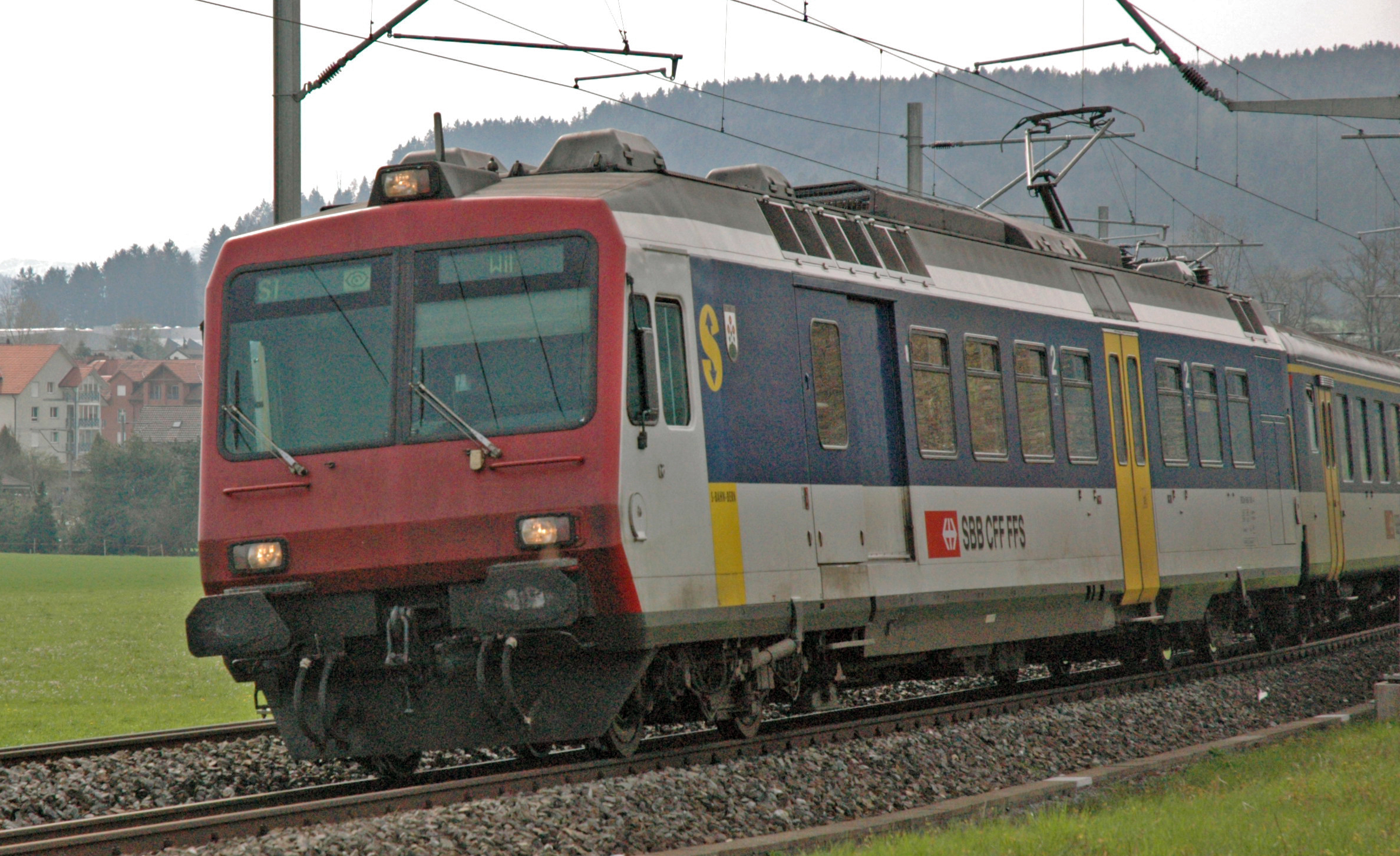
Unitat RBDe 560 Kolibri del S-Bahn St. Gallen

- Passatgers anuals (2007): 306.7 milions.
- Càrregues anuals: 60 milions de tones.
- Llarg de la xarxa: aproximadament 3000 km.
- Estacions: 824
- Estacions de passatgers: 760
- Estacions de càrrega: 452
- Estació amb major quantitat de viatgers: Zuric.
- Empleats: 27.438.
- Puntualitat (2007): el 95,9% dels trens va circular amb menys de 5 minuts de retard.

## Història

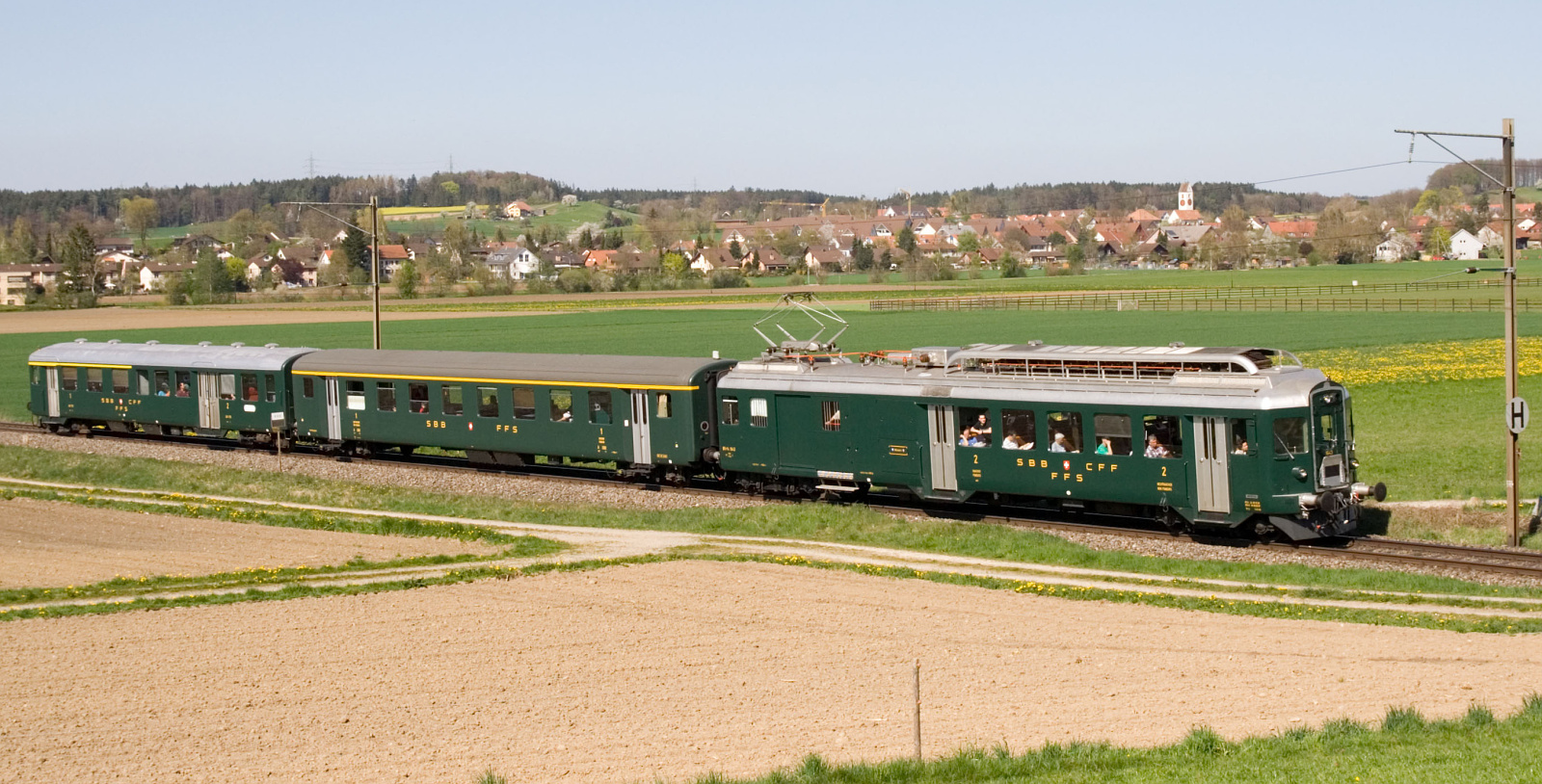
Tren històric de la SBB a prop de Hettlingen ZH

A Suïssa, tots els ferrocarrils en el segle xix estaven en mans privades. Els interessos econòmics i polítics regionals de cada societat van portar a la construcció de línies ferroviàries pràcticament paral·leles, el que va tenir terribles conseqüències financeres i implicar la fallida de diverses d'elles.
A la votació del 20 de febrer de 1898, el poble suís va acceptar la creació d'una empresa ferroviària estatal. El primer tren finançat per la Confederació va circular la nit d'any nou de 1901 des de Zúric a Ginebra via Berna. No obstant això, acabat l'1 de gener de 1902 és considerat el dia del naixement oficial de la SBB-CFF-FFS, perquè fins aquell dia el servei era pagat pel govern però circulava amb el nom dels ferrocarrils privats.
El 3 de juny de 1956 és abolida la primera classe llavors (classe de luxe), i conseqüentment la segona i la tercera classe van ser "ascendida" un grau.
El 1982 s'introdueix horaris d'intervals regulars, que permet una fàcil memorització dels horaris i, per tant, un major ús dels trens pel públic.
El canvi d'horari més gran després de 1982 es va dur a terme en 2004. Dins del projecteFerrovia 2.000, el 90% dels trens va canviar d'horari i al mateix temps va augmentar en 12% el nombre de trens.
La conseqüència principal de "Ferrovia 2000" va ser la reducció dels temps de viatge en el triangle Basilea-Zúric-Berna a menys d'una hora. D'aquesta manera es van crear les condicions ideals per canviar de tren en els tres nusos i, per tant, el temps de viatge total es va reduir per a tots els viatges que necessiten un canvi de tren a algun dels tres nusos.

## Curiositats
Les vies de la SBB-CFF-FFS destaquen a Europa per la seu alt nombre de circulacions, degut a diverses causes:
- Trens Intercity entre les principals capitals del país cada 30 min.
- Infinitat de circulacions de mercaderies en gairebé totes les línies amb trens carregats de camions i contenidors, per evitar les col·lapsades autopistes.
- Bon servei de trens regionals en totes les àrees, i serveis de rodalia realment llargs que connecten ciutats llunyanes.

Els ferrocarrils suïssos es destaquen per la seva neteja (a trens i estacions), cada any es recullen:
- 2,5 milions d'ampolles de plàstic amb un pes total de 65.000 kg.
- 2 milions de llauna d'alumini amb un pes total de 29.000 kg.
- Gairebé 1 milió d'ampolles de vidre amb un pes total 190 tons.